# Oncidium portillaellum
Oncidium portillaellum är en orkidéart som beskrevs av Mark W. Chase och Norris Hagan Williams. Oncidium portillaellum ingår i släktet Oncidium och familjen orkidéer. Inga underarter finns listade i Catalogue of Life.